# Ricklinger Entenpool
Der Ricklinger Entenpool ist ein Naturschutzgebiet in der niedersächsischen Stadt Garbsen in der Region Hannover.
Das Naturschutzgebiet mit dem Kennzeichen NSG HA 069 ist 14,6 Hektar groß. Es liegt bei Schloß Ricklingen zwischen Wunstorf und Garbsen in der Hannoverschen Moorgeest, einer eiszeitlichen Geest- und Grundmoränenlandschaft. Im Süden grenzt es streckenweise direkt an die Wohnbebauung von Schloß Ricklingen. Östlich liegt das Naturschutzgebiet „Brandmoorwiesen“.
Das Naturschutzgebiet wird durch ein vielfältiges Nebeneinander unterschiedlicher Lebensräume geprägt. So finden sich Stillgewässer, Erlenbrüche, Gebüsche und naturnaher, von Eichen dominierter Wald sowie Feuchtwiesen.
Innerhalb des Naturschutzgebietes liegt ein Teich, der über eine gut ausgebildete Wasservegetation verfügt. Seine Ufer sind teils flach und teils steil. Streckenweise verfügt er über eine gut entwickelte Verlandungszone mit Röhrichtbeständen. Die Verlandungszone geht in Feuchtgebüsche über. In sumpfigen Lichtungen sind temporäre Tümpel zu finden.
Das Naturschutzgebiet ist Lebensraum und Rückzugsgebiet für zahlreiche gefährdete Pflanzen- und Tierarten. Es hat eine besondere Bedeutung für Insekten und Amphibien.
Das Gebiet steht seit dem 31. Dezember 1983 unter Naturschutz. Zuständige untere Naturschutzbehörde ist die Region Hannover.